# Gastrotheca fissipes
Espèce
Synonymes
- Nototrema fissipes Boulenger, 1888

Statut de conservation UICN

 LC  : Préoccupation mineure
Gastrotheca fissipes est une espèce d'amphibiens de la famille des Hemiphractidae.

## Répartition
Cette espèce est endémique du Brésil. Elle se rencontre dans les États du Pernambouc, de l'Alagoas, du Sergipe, de Bahia et d'Espírito Santo du niveau de la mer jusqu'à 700 m d'altitude.

## Description
La femelle holotype mesure 80 mm.

## Publication originale
- Boulenger, 1888 : On some reptiles and batrachians from Iguarasse, Pernambuco. Annals and Magazine of Natural History, sér. 6, vol. 2, p. 40-43 (texte intégral).